# Campeonato Mundial de Esqui Estilo Livre de 2021 - Aerials masculino
A prova do aerials masculino do Campeonato Mundial de Esqui Estilo Livre de 2021 foi realizada no dia 10 de março na cidade de Almaty no Cazaquistão. 

## Medalhistas
| Ouro        | Prata                    | Bronze       |
| Maxim Burov | Christopher Lillis (USA) | Pavel Krotov |

## Resultados

### Qualificação
Um total de 28 esquiadores participaram da competição.  Os 12 melhores avançaram para a final. 
| Colocação | Bib | Ordem de salto | Nome                 | Nacionalidade            | Salto 1 | Salto 2 | Notas |
| --------- | --- | -------------- | -------------------- | ------------------------ | ------- | ------- | ----- |
| 1         | 2   | 1              | Noé Roth             | Suíça                    | 121.68  |         | Q     |
| 2         | 3   | 12             | Pavel Krotov         | Federação Russa de Esqui | 121.24  |         | Q     |
| 3         | 6   | 17             | Pirmin Werner        | Suíça                    | 121.24  |         | Q     |
| 4         | 13  | 9              | Eric Loughran        | Estados Unidos           | 119.91  |         | Q     |
| 5         | 12  | 15             | Nicolas Gygax        | Suíça                    | 118.59  |         | Q     |
| 6         | 1   | 27             | Maxim Burov          | Federação Russa de Esqui | 117.26  |         | Q     |
| 7         | 8   | 3              | Ilya Burov           | Federação Russa de Esqui | 116.74  | 122.17  | Q     |
| 8         | 10  | 4              | Christopher Lillis   | Estados Unidos           | 115.38  | 120.36  | Q     |
| 9         | 15  | 13             | Oleksandr Abramenko  | Ucrânia                  | 116.82  | 104.52  | Q     |
| 10        | 22  | 19             | Dmytro Kotovskyi     | Ucrânia                  | 76.55   | 114.03  | Q     |
| 11        | 24  | 24             | Oleksandr Okipniuk   | Ucrânia                  | 111.51  | 105.43  | Q     |
| 12        | 18  | 18             | Andrin Schädler      | Suíça                    | 105.31  | 110.56  | Q     |
| 13        | 14  | 21             | Pavel Dzik           | Bielorrússia             | 103.27  | 110.18  |       |
| 14        | 7   | 20             | Lewis Irving         | Canadá                   | 64.60   | 109.95  |       |
| 15        | 19  | 26             | Lloyd Wallace        | Reino Unido              | 95.58   | 107.32  |       |
| 16        | 9   | 16             | Makar Mitrafanau     | Bielorrússia             | 98.82   | 104.88  |       |
| 17        | 4   | 2              | Justin Schoenefeld   | Estados Unidos           | 104.87  | 85.52   |       |
| 18        | 5   | 23             | Stanislav Nikitin    | Federação Russa de Esqui | 104.43  | 96.83   |       |
| 19        | 32  | 6              | Sherzod Khashyrbayev | Cazaquistão              | 101.65  | 94.24   |       |
| 20        | 11  | 28             | Maxim Gustik         | Bielorrússia             | 70.80   | 100.84  |       |
| 21        | 26  | 11             | Stanislau Hladchenka | Bielorrússia             | 99.56   | 89.14   |       |
| 22        | 25  | 22             | Miha Fontaine        | Canadá                   | 69.03   | 96.58   |       |
| 23        | 17  | 8              | Émile Nadeau         | Canadá                   | 96.33   | 93.76   |       |
| 24        | 27  | 5              | Alexandre Duchaine   | Canadá                   | 54.99   | 95.17   |       |
| 25        | 31  | 10             | Nurlan Batyrbayev    | Cazaquistão              | 86.36   | 80.95   |       |
| 26        | 30  | 25             | Mykola Puzderko      | Ucrânia                  | 76.14   | 64.60   |       |
| 27        | 29  | 7              | Roman Ivanov         | Cazaquistão              | 41.89   | 53.22   |       |
| 28        | 28  | 14             | Ildar Badrutdinov    | Cazaquistão              | DNS     | DNS     | DNS   |

### Final
A final foi iniciada no dia 10 de março às 15h20. 
| Colocação         | Bib | Nome                | Nacionalidade            | Final 1 | Final 1 | Final 1 | Final 2 | Notas        |
| Colocação         | Bib | Nome                | Nacionalidade            | Salto 1 | Salto 2 | Melhor  | Final 2 | Notas        |
| ----------------- | --- | ------------------- | ------------------------ | ------- | ------- | ------- | ------- | ------------ |
| Medalha de ouro   | 1   | Maxim Burov         | Federação Russa de Esqui | 120.36  | 122.17  | 122.17  | 135.00  |              |
| Medalha de prata  | 10  | Christopher Lillis  | Estados Unidos           | DNS     | 120.36  | 120.36  | 133.50  |              |
| Medalha de bronze | 3   | Pavel Krotov        | Federação Russa de Esqui | 111.76  | 121.24  | 121.24  | 127.50  |              |
| 4                 | 6   | Pirmin Werner       | Suíça                    | 120.81  | 101.65  | 120.81  | 113.72  |              |
| 5                 | 8   | Ilya Burov          | Federação Russa de Esqui | 104.98  | 120.81  | 120.81  | 83.00   |              |
| 6                 | 22  | Dmytro Kotovskyi    | Ucrânia                  | 117.26  | 119.46  | 119.46  | 82.00   |              |
| 7                 | 2   | Noé Roth            | Suíça                    | 118.59  | 119.00  | 119.00  | —       | Empate 18.80 |
| 8                 | 13  | Eric Loughran       | Estados Unidos           | 86.28   | 119.00  | 119.00  | —       | Empate 18.60 |
| 9                 | 12  | Nicolas Gygax       | Suíça                    | 119.00  | 114.60  | 119.00  | —       | Empate 18.20 |
| 10                | 15  | Oleksandr Abramenko | Ucrânia                  | 78.32   | 113.57  | 113.57  | —       |              |
| 11                | 18  | Andrin Schädler     | Suíça                    | 90.27   | 111.37  | 111.37  | —       |              |
| 12                | 24  | Oleksandr Okipniuk  | Ucrânia                  | 84.96   | 72.85   | 84.96   | —       |              |

Legenda
| Recorde mundial       | Recorde mundial (World record)               |                       | Recorde africano                      | Recorde africano (African) |                                           | Q | Classificado por posição (Qualified) |
| Recorde do campeonato | Recorde do campeonato (Championship record)  | Recorde da América    | Recorde da América (Americas)         | q                          | Classificado por melhor tempo (Qualified) |   |                                      |
| Melhor marca do ano   | Melhor marca do ano (World leading)          | Recorde asiático      | Recorde asiático (Asian)              | DNS                        | Não largou (Did not start)                |   |                                      |
| Recorde nacional      | Recorde nacional (National record)           | Recorde europeu       | Recorde europeu (European)            | DNF                        | Não terminou (Did not finish)             |   |                                      |
| Recorde pessoal       | Recorde pessoal do atleta (Personal best)    | Recorde da Oceania    | Recorde da Oceania (Oceania)          | DSQ / DQ                   | Desclassificado (Disqualified)            |   |                                      |
| Recorde da temporada  | Recorde da temporada do atleta (Season best) | Recorde sul-americano | Recorde sul-americano (South America) | NM                         | Sem marca (No mark)                       |   |                                      |